# Andrea Monda
Andrea Monda (Roma, 22 marzo 1966) è un giornalista e scrittore italiano, direttore de L'Osservatore Romano dal 18 dicembre 2018.

## Biografia
Si è laureato in Giurisprudenza presso l'Università La Sapienza di Roma. Ha quindi intrapreso una carriera presso il servizio legale dell'esattoria comunale di Roma gestita dalla Banca Monte dei Paschi di Siena. Ha in seguito deciso di laurearsi in Scienze Religiose presso la Pontificia Università Gregoriana (con tesi sul significato teologico de Il Signore degli Anelli) e di lasciare la banca per diventare, nel settembre del 2000, docente di religione presso i licei di Roma. Studioso di letteratura pubblica diversi saggi e testi su J. R. R. Tolkien e C. S. Lewis. In particolare con Saverio Simonelli ha scritto Tolkien, il Signore della fantasia e Gli anelli della fantasia entrambi pubblicati con Frassinelli. Nel novembre 2021 ha pubblicato J.R.R. Tolkien l'imprevedibilità del bene per le edizioni Ares.
In ambito universitario, dal 2006 ha tenuto un seminario su “religione e letteratura” presso l'Istituto Ecclesia Mater - Pontificia Università Lateranense e dal 2008 al 2011 anche presso la Pontificia Università Gregoriana. Dal 2012 al 2015 ha collaborato nell'organizzazione dei programmi culturali del Centro Alberto Hurtado della PUG. È stato responsabile di vari eventi culturali realizzati con il Pontificio consiglio della cultura (convegno annuale su “Cattolicesimo e Letteratura nel ‘900”), Centro Studi Americani e la Discoteca di stato. Dal 2009 al 2020 è stato il Presidente di BombaCarta, associazione culturale fondata da Antonio Spadaro, nata come esperienza di esercizio e di riflessione sull'espressione artistica e creativa. Dal 1988 ha iniziato a collaborare sulla pagina culturale di diverse testate giornalistiche, tra cui Il Foglio e Avvenire.
Ha collaborato in diversi programmi televisivi di Rai Educational (tra cui Scrittori per un anno) e nel marzo 2013 è andato in onda il programma di 7 puntate A un passo dal possibile di cui è stato autore e conduttore. Dal 2016 al 2021 ha condotto il programma Buongiorno Professore! su TV2000, in seguito presentato da Giovanni Ricciardi, e dal quale è nato il libro omonimo edito Elledici, dove sono raccolte le esperienze vissute nelle puntate/lezioni con i ragazzi del Liceo di Roma Pilo Albertelli. Nel 2018 esce il saggio Raccontare Dio oggi per Città Nuova Editrice in cui racconta e riflette sull'esperienza dell'insegnamento della religione agli adolescenti.
Il 18 dicembre 2018 è stato nominato da papa Francesco direttore de L'Osservatore Romano, il quotidiano della Santa Sede.
È sposato e ha un figlio, suo fratello è lo scrittore e giornalista Antonio Monda. Sua sorella è Alessandra Monda, Responsabile Marketing e PR della casa editrice Gambero Rosso, mentre suo zio, da parte materna, è stato Riccardo Misasi, esponente di spicco della Democrazia Cristiana, più volte ministro (in particolare della Pubblica Istruzione e del Mezzogiorno).

## Opere
- Cardinali, Edito da Bruno Mondadori, febbraio 2001. Una galleria di 50 ritratti (realizzati in bianco e nero dal fotografo Marco Delogu) di uomini di chiesa accompagnata dalle interviste realizzate con ciascuna delle persone fotografate.
- Collana Scrittori di Dio, Edizioni San Paolo, novembre 2001, volume monografico sullo scrittore inglese C.S.Lewis.
- Tolkien, Il Signore della Fantasia, Editore Frassinelli. Febbraio 2002, saggio di critica letteraria, scritto insieme a Saverio Simonelli, ISBN 8876846891.
- Gli anelli della fantasia. Viaggio ai confini dell’universo di Tolkien, Editore Frassinelli. Gennaio 2004, saggio di critica letteraria, scritto con Saverio Simonelli, ISBN 8876847782.
- Il rettangolo delle emozioni. Momenti e aspetti del rapporto tra letteratura e cinema, Edito AgisScuola, Primavera 2004, Saggio realizzato insieme a Mario Barzaghi.
- Il mondo di Narnia, Edizioni SanPaolo. Dicembre 2005, saggio di critica letteraria, scritto insieme al giornalista Paolo Gulisano, dedicato allo scrittore C.S.Lewis e al suo best seller Le Cronache di Narnia, ISBN 8821555631.
- Un giudice solo, Una vicenda esemplare, Corrado Carnevale a colloquio con Andrea Monda, Marsilio Editore, Maggio 2006.
- L’Anello e la Croce, Significato teologico de Il signore degli anelli, Editore Rubbettino, Agosto 2008, ISBN 9788849822151.
- Una chance per la Chiesa, Editore Vallecchi, Maggio 2009, saggio.
- L’arazzo rovesciato, L’enigma del male, Cittadella Editrice, novembre 2010, ISBN 8830811009.
- Le diete di mia moglie, 20 anni di matrimonio e 30 diete[7], Editore SanPaolo, Febbraio 2012, ISBN 8821572609.
- Benedetta umiltà. Le virtù semplici di Joseph Ratzinger dall'elezione a Papa alla rinuncia, Editore Lindau, febbraio 2013, ISBN 8867081330.
- A proposito degli Hobbit, Editore Rubbettino, Febbraio 2013, in formato e-book, una sorta di “summa” dei suoi studi tolkieniani, ISBN 9788849837384.
- Fratelli e sorelle, buona lettura! Il mondo letterario di Papa Francesco, Editore Ancora, Ottobre 2013, saggio pubblicato con Saverio Simonelli.
- Parole Perdute, rubrica settimanale, pubblicata dal dicembre 2013 al dicembre 2014 sul quotidiano Avvenire. Racconti della sua esperienza di professore di religione.
- Springsteen in classe, Spunti didattici a partire dalle canzoni del Boss, Editore EMI, Maggio 2016, ISBN 8830723452.
- Dante Monda e i suoi amici, Edizioni Nuova Cultura, Maggio 2016, saggio, una raccolta di ricordi da parte degli amici del padre.
- Buongiorno professore, Editore ElleDiCi, Ottobre 2017, il racconto della prima stagione dell’omonimo programma, ISBN 8801063660.
- Raccontare Dio oggi, una riflessione sulla comunicazione della fede a partire dall'esperienza dell'insegnamento della religione nella scuola italiana, Editore Città Nuova, Ottobre 2018, ISBN 8831175408.
- Nel mese di febbraio 2018 ha coordinato, per conto della Santa Sede, la composizione delle meditazioni da parte di un gruppo di giovani (suoi studenti di liceo ed ex-alunni) per il rito della Via Crucis al Colosseo del Venerdì Santo (30.3.18);
- J.R.R. Tolkien l'imprevedibilità del bene, Edizioni Ares, Novembre 2021, ISBN 9788892981393

## Televisione
- Andrea Monda presenta I Promessi Sposi, TV2000 (2015)
- Buongiorno professore!, TV2000 (2015)[8].
- Hungry Hearts. Il rock come Dio comanda, TV2000 (2016-2017)
- Karamazov Social Club, TV2000 (2017-2018)

## Radio
- Hungry Hearts. Cuori affamati tra rock e spiritualità, RadioInBlu (2015)
- Father & Son (con Giovanni Masobello), RadioInBlu (dal 2017)